# Daugerutis
Daugerutis (in Chronik Daugeruthe; † 1213 oder 1214 in der Ordensburg Wenden, Schwertbrüderordensstaat) war ein litauischer „Mächtiger“. Er war der zweite namentlich bekannte bedeutende Litauer (nach Žvelgaitis).

## Leben
Daugeruthe wurde nur von Heinrich von Lettland in dessen Chronik erwähnt.
Er wurde lediglich als potentior (Mächtiger) bezeichnet und nicht als princeps (Fürst), wie der in der gleichen Zeit wirkende Stekšys. Seine Tochter wurde die Ehefrau des Königs (Fürsten) Vissewalde von Jersika und wurde als solche für das Jahr 1209 genannt. Daugerutis war möglicherweise an Kriegszügen mit seinem Schwiegersohn in Livland beteiligt.
1213 reiste er nach Nowgorod und handelte mit Großfürst Mstislaw eine Friedensvereinbarung aus. Auch dieses zeigt, dass er eine gewisse Bedeutung gehabt haben muss. Die Nowgoroder Chroniken erwähnten allerdings diesen Besuch nicht, was darauf hinweisen könnte, dass der Vertrag gegen den Schwertbrüderorden in Livland gerichtet war. Auf dem Rückweg wurde Daugerutis dann von dessen Rittern gefangen genommen und auf die Ordensburg Wenden gebracht. Dort wartete er lange Zeit auf Verwandte oder Freunde, wohl um durch Lösegeld freigelassen zu werden. Danach tötete er sich mit dem Schwert, der genaue Hintergrund wurde nicht geschildert.
Weitere Angaben zu ihm sind nicht überliefert.